# Abū Al-Hassan ʿAlī an-Nadwī
Sayyid Abū Al-Hassan ʿAlī Hassanī Nadwī, surnommé ʿAlī Miyān, né le 5 décembre 1913 à Rae Bareli (Raj britannique) et mort le 31 décembre 1999 dans la même ville, est un érudit musulman, penseur, écrivain, prédicateur, réformateur et intellectuel public musulman de l'Inde du XXe siècle ainsi que l'auteur de nombreux ouvrages historiques, biographiques, sur l'islam contemporain mais aussi sur la communauté musulmane indienne, l'une des figures les plus importantes de l'école Deobandi,. Ses enseignements couvrent l’ensemble des aspects de la vie des indiens musulmans tant dans le contexte national qu'international.
À travers sa maîtrise de la langue arabe, dans ses écrits et ses discours, il eut une large zone d'influence bien au-delà du sous-continent, en particulier dans le monde arabe. Au cours des années 1950 et 1960, il s'en prend violemment au nationalisme arabe et au panarabisme, les considérant comme une nouvelle jâhilîyah, en privilégiant plutôt le panislamisme. Il commence sa carrière universitaire en 1934 en tant que professeur au séminaire Nadwatul Ulama (en) à Lucknow en Inde, puis plus tard en 1961, il y devient chancelier jusqu'à sa mort. En 1985, il est nommé président du Centre d'études islamiques d'Oxford (en).
Abū Al-Hassan ʿAlī Hassanī Nadwī meurt le 31 décembre 1999 (23 Ramadan 1420 du calendrier hégirien) à Raebareli, en Inde, à 85 ans.